# Decetia posticata
Decetia posticata är en fjärilsart som beskrevs av Walker 1866. Decetia posticata ingår i släktet Decetia och familjen Uraniidae. Inga underarter finns listade i Catalogue of Life.